# Angus McBride
Angus McBride, né le 11 mai 1931 à Londres et mort le 15 mai 2007, est un illustrateur et un peintre britannique. Il est connu pour son travail en illustration historique, en fantasy et uniformologique.

## Biographie
Né à Londres de parents écossais, Angus McBride perd sa mère à l'âge de cinq ans et son père (mort pendant la deuxième guerre mondiale) à l'âge de douze ans. Son enfance sera malheureuse. Il effectue son service militaire de deux ans dans le régiment des Fusillers royaux puis trouve un emploi comme illustrateur de publicités.
Pour fuir la grande crise économique d'après-guerre, il part pour l'Afrique du Sud en 1951 et s'établit à Le Cap, capitale du pays. Il se marie et aura y un fils. Son travail d'artiste lui vaut célébrité et succès, mais ses ambitions artistiques étant restreintes du fait de la petitesse de l'industrie éditoriale sud-africaine, il retourne dans son pays natal en 1961. Il commence par réaliser des illustrations pour des magazines éducatifs pour enfants tels que Finding Out, Look and Learn, World of Wonder et Bible Story. 
En 1976, en pleine crise économique, mécontent du fisc britannique, il retourne avec sa femme Patricia, son fils Ian et sa fille Fiona, en Afrique du Sud où il poursuit sa coopération avec des éditeurs britanniques et américains. Il continue de réaliser des illustrations historiques et militaires réalistes (scènes de bataille, uniformes, etc.). Au milieu des années 1980, il se tourne vers le genre Fantasy et illustre notamment les œuvres de Tolkien (ex : le jeu Jeu de rôle des Terres du Milieu).
Au début de l’année 2006, Angus McBride déménage en Irlande où il poursuivra son travail d'illustrateur jusqu'à sa mort le 15 mai 2007, à l'âge de soixante-seize ans.

## Œuvres

### Osprey publishing
- série Men-at-Arms (1977-2007)
- Warriors & warlords : the art of Angus McBride, Oxford, Osprey publishing, 2002,  (ISBN 9781841766409)
- série General Military
- Elite
- Warrior
- Campaign

### Iron Crown Enterprises
- Jeu de rôle des Terres du Milieu
- Rolemaster
- cartes de jeu Jeu de rôle des Terres du Milieu

Pour la série Ladybird Horror Classics :
- Dracula (1984)
- La Momie (1985)